# Amphiprion sebae

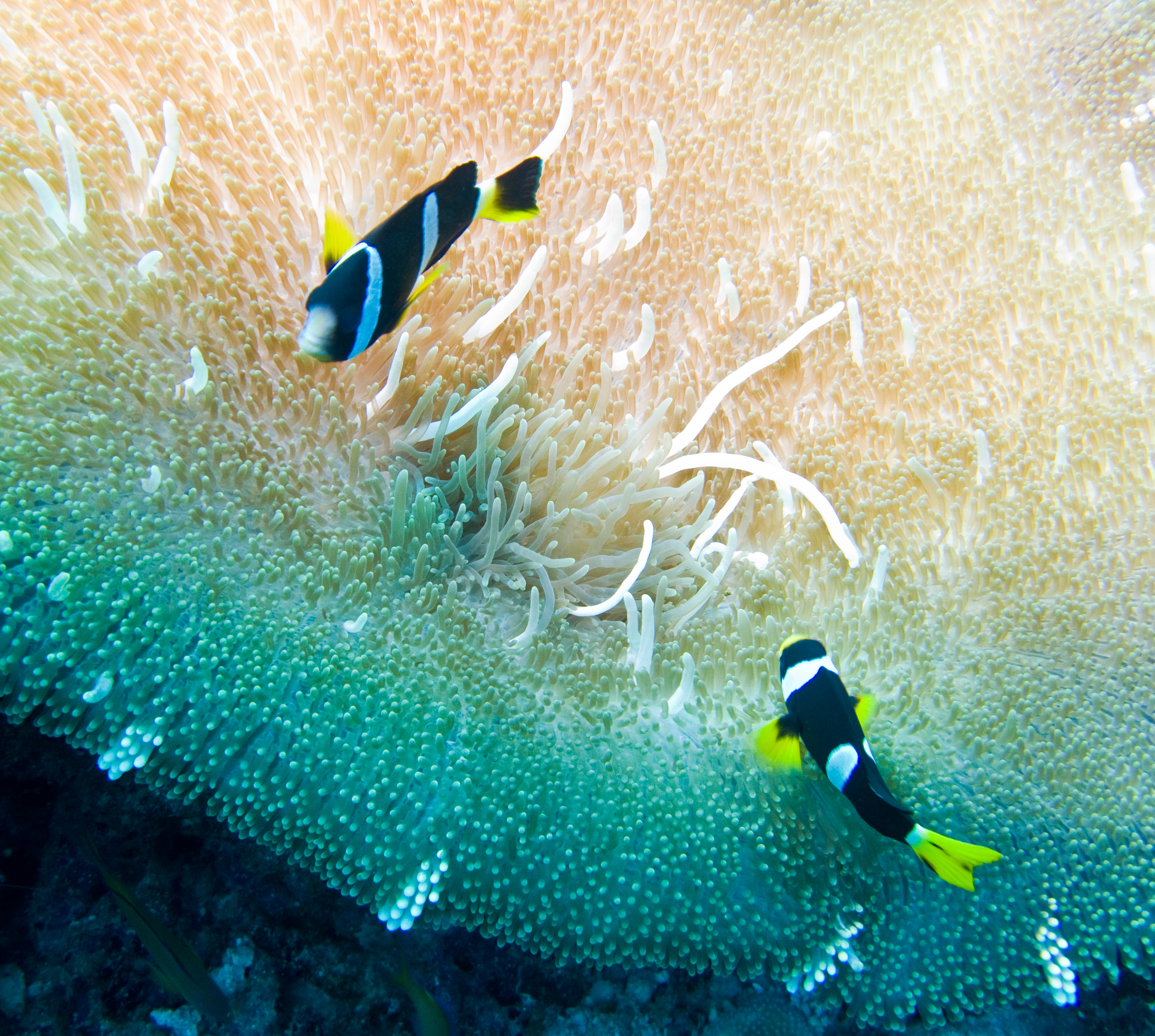
Pareja de A. sebae en anémona Stichodactyla sp

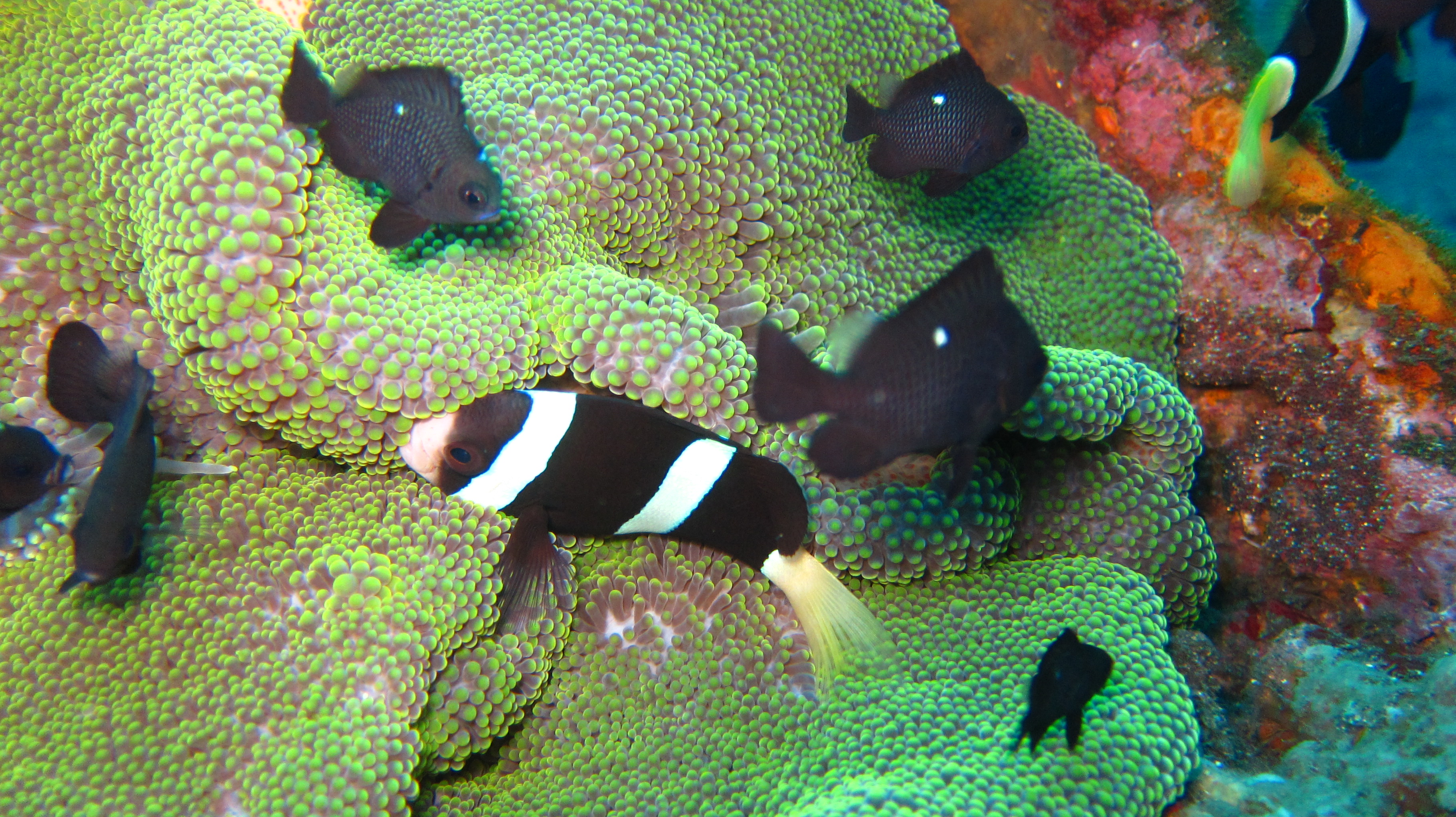
A. sebae y Dascyllus trimaculatus compartiendo anémona Stichodactyla sp, Bali, Indonesia

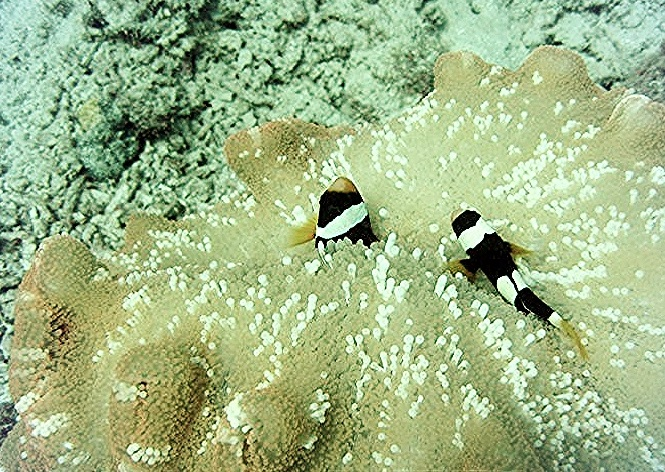
Pareja de A. sebae en Stichodactyla sp, Thai Mueang, Phang Nga, Tailandia

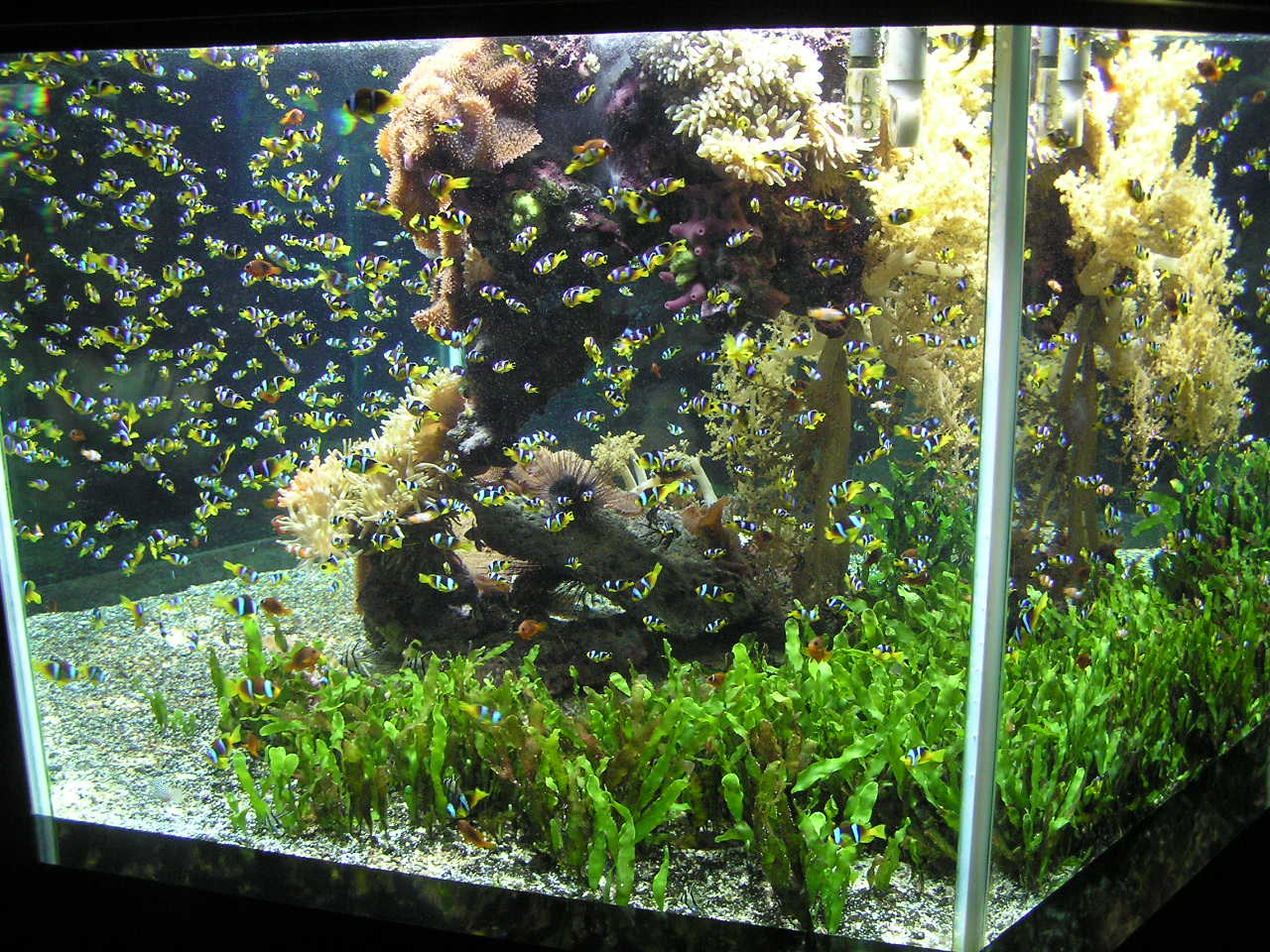
Acuario con A. sebae y Caulerpa prolifera en el Museo Oceanográfico de Mónaco

Amphiprion sebae, el pez payaso de Seba, es una especie de peces de la familia Pomacentridae, en el orden de los Perciformes.
Pertenecen a los denominados peces payaso, o peces anémona, y viven en una relación mutualista con anémonas Stichodactyla haddoni.

## Morfología
El hocico, la boca, garganta, vientre, y aletas pectorales y caudal, son de color amarillo a naranja. La mayor parte del cuerpo es marrón oscuro o negro. Tiene una línea blanca vertical, distintiva, separando la cabeza del cuerpo, y otra desde la mitad de la aleta dorsal hasta el ano, en ocasiones extendiéndose por el margen superior de los radios blandos dorsales. En Bali y Tailandia hay ejemplares totalmente negros.
Cuenta con 10-11 espinas y 14-17 radios blandos dorsales; 2 espinas y 13-14 radios blandos anales.
Las hembras pueden llegar a alcanzar los 16 cm de longitud total.

## Reproducción
Es  monógamo y hermafrodita secuencial protándrico, esto significa que todos los alevines son machos, y que tienen la facultad de convertirse en hembras, cuando la situación jerárquica en el grupo lo permite, siendo el ejemplar mayor del clan el que se convierte en la hembra dominante, ya que se organizan en matriarcados.
Su género es algo fácil de identificar, ya que la hembra, teóricamente es la más grande del clan. Cuando ésta muere, el pequeño macho dominante se convierte en una hembra. El cambio de sexo lo consiguen cuando alcanzan 5,1 cm de longitud.
Son desovadores bénticos. Los huevos son demersales, de forma elíptica, y adheridos al sustrato. La reproducción se produce en cuanto comienza a elevarse la temperatura del agua, aunque, como habitan en aguas tropicales, se pueden reproducir casi todo el año. El macho prepara el lugar de la puesta, en un sustrato duro en la base de una anémona, y, tras realizar las maniobras del cortejo, espera a que la hembra fije los huevos allí, y los fertiliza. Posteriormente, agita sus aletas periódicamente para oxigenar los embriones, y elimina los que están en mal estado. 
Tras un periodo de 6-7 días, cuando los alevines se liberan, no reciben atención alguna de sus padres. Deambulan en aguas superficiales en fase larval durante 8 a 12 días, posteriormente descienden al fondo en busca de una anémona, y mutan a su coloración juvenil.

## Alimentación
Come pequeños invertebrados  planctónicos y  algas bénticas.

## Hábitat
Es un pez de mar, de clima tropical (24°N-11°S), y asociado a los  arrecifes de coral. Vive en aguas costeras y lagunas marítimas. Su rango de profundidad es entre 2-25 metros.
Habita en simbiosis con la anémona  Stichodactyla haddoni .

## Distribución geográfica
Se encuentra en aguas tropicales del Océano Índico: desde la Península arábiga, hasta Indonesia (Sumatra y  Java ).
Está presente en la isla de Andamán, India, Indonesia, Maldivas, Omán, Pakistán y Sri Lanka. Siendo cuestionable, por confirmar, su presencia en Filipinas y Vietnam.